# Арен Марсу
Арен Марсу (фр. Arrens-Marsous) насеље је и општина у јужној Француској у региону Миди Пирене, у департману Горњи Пиринеји која припада префектури Аржеле Газо.
По подацима из 2011. године у општини је живело 722 становника, а густина насељености је износила 7,18 становника/km². Општина се простире на површини од 100,55 km². Налази се на средњој надморској висини од 875 метара (максималној 3.144 m, а минималној 720 m).

## Демографија
| 1962. | 1968. | 1975. | 1982. | 1990. | 1999. | 2011. |
| ----- | ----- | ----- | ----- | ----- | ----- | ----- |
| 637   | 782   | 726   | 711   | 721   | 697   | 722   |

График промене броја становника у току последњих година